# Isidre Escandell i Úbeda
Isidre Escandell i Úbeda (València, 1895 - Paterna, 28 de juny de 1940) fou un periodista i dirigent socialista valencià.
Milità a les Joventuts Socialistes d'Espanya i després presidí l'Agrupació Socialista Valenciana del PSOE. Fou amic de Vicent Tomàs i Martí, a qui introduí en les idees socialistes.
El 1923 fou elegit diputat provincial a València pel PSOE i el 1930 el nomenaren secretari de l'Ateneu Mercantil de València. En proclamar-se la Segona República Espanyola fou nomenat vicepresident de la diputació de València i fou un dels dos diputats socialistes escollits per València a les eleccions generals espanyoles de 1931 i un dels tres diputats socialistes del Front Popular a les eleccions generals espanyoles de 1936.
Durant la guerra civil espanyola s'alineà amb la posició de Francisco Largo Caballero, fou president de la Federació Socialista Valenciana i director del periòdic del partit "Adelante", però fou substituït el maig de 1937 quan va caure el seu mentor. En acabar la guerra fou detingut, sotmès a consell de guerra i afusellat a Paterna el 28 de juny de 1940